# Barbara Bessola
Barbara Bessola, död efter 1690, var en fransk hovfunktionär. 
Hon anlände till Frankrike 1680 som en del av det tyska följet till landets nya kronprinsessa Victoria av Bayern, inför dennas bröllop med kronprinsen. Hon hade tjänsten som Première femme de Chambre och beskrivs som Victorias absoluta gunstling och nära förtrogna, och Victoria sade en gång om henne att Bessola var hennes enda svaghet. Paret tillbringade sin mesta tid i varandras sällskap och talade tyska med varandra. 
Bessola får av samtida memoarskrivare skulden för att Victoria inte lärde sig tala franska ordentligt, och för att hon isolerade sig från hovet på sina rum och inte deltog i hovlivet, något som blev ett allt större problem sedan drottningen dött 1683 och kronprinsessan förväntades ägna sig mer åt representationen. 
Elisabeth Charlotte av Pfalz hävdade, att Marguerite de Montchevreuil sådde split i kronprinsparets äktenskap genom att underlätta för kronprinsen att ha kärleksaffärer med kronprinsessans hovfröknar Marie-Armande de Rambures och Louise-Victoire de La Force, medan hans maka hölls isolerad av Barbara Bessola, och att Bessola mutades av Madame de Maintenon som ville förhindra att kronprinsessan fick inflytande vid hovet.
Barbara Bessola nämns i samtida memoarer, brev och dagböcker från Ludvig XIV:s hov. Efter kronprinsessans död 1690 återvände Bessola till Tyskland. 